# The Harvest (Buffy the Vampire Slayer)
The Harvest conocido como la cosecha tanto en España como en Hispanoamérica es el segundo episodio de la primera temporada de la serie de televisión Buffy the Vampire Slayer. El episodio fue escrito por el productor y creador de la serie Joss Whedon. Se estrenó el 10 de marzo de 1997 con una audiencia de 34.4 millones de televidentes. 

## Argumento
Buffy (Sarah Michelle Gellar) logra escapar de Luke (Brian Thompson) y salir del mausoleo, pero unos vampiros se han llevado a Jesse (Eric Balfour). Luke y Darla (Julie Benz) informan al Maestro (Mark Metcalf) de la fuerza de Buffy y la posibilidad de que sea la Cazadora, así que deciden usar a Jesse como cebo. En la biblioteca, Giles (Anthony Head) explica a Xander (Nicholas Brendon) y Willow (Alyson Hannigan) que los vampiros existen y el papel de Buffy como Cazavampiros. Buffy se escapa del instituto para rescatar a Jesse y Xander la sigue en secreto.
En el mausoleo, Buffy se encuentra con el misterioso personaje de la noche anterior, quien se presenta como Ángel (David Boreanaz) y le advierte que la Cosecha tendrá lugar esa noche. Buffy entra por las alcantarillas y se topa con Xander. Ambos encuentran a Jesse encadenado al suelo; Buffy lo libera y él los guía a una habitación sin salida dentro del túnel. Entonces advierte que Jesse es un vampiro. Buffy y Xander se esconden dentro de la habitación, Xander descubre un conducto de aire y consiguen escapar, regresando al instituto.
Allí, Willow y Giles les cuentan lo que saben sobre la noche de la Cosecha. Al parecer, el Maestro ha estado planeando salir de su prisión y abrir la Boca del Infierno. Giles habla de una criatura llamada el Vaso, que en la noche de la Cosecha bebe la sangre de los humanos para alimentar al Maestro y darle así la fuerza suficiente para escapar. Mientras, en su prisión, el Maestro hace el ritual para convertir a Luke en el Vaso.
Los vampiros entran en el Bronze y cierran todas las puertas para que nadie pueda salir mientras Luke bebe su sangre. Buffy y sus amigos llegan al club y ella lucha contra Luke. Mientras pelean, los demás intentan sacar a la gente. Xander se topa con Jesse y termina matándolo. Buffy logra derrotar a Luke, frustrando así los planes de fuga del Maestro.

## Reparto

### Personajes principales
- Sarah Michelle Gellar como Buffy Summers.
- Nicholas Brendon como Xander Harris.
- Alyson Hannigan como Willow Rosenberg.
- Charisma Carpenter como Cordelia Chase.
- Anthony Stewart Head como Rupert Giles.

### Estrella Invitadas
- Kristine Sutherland como Joyce Summers.
- David Boreanaz como Angel (Buffyverso).
- Julie Benz como Darla (Buffyverso).
- Mercedes McNab como Harmony Kendall (Buffyverso).
- Ken Lerner como Director Flutie.
- Eric Balfour como Jesse McNally.
- Mark Metcalf como El Maestro (Buffyverso).
- Brian Thompson como Luke (Buffyverso).

### Coestrellas
- Teddy Lane Jr como un chico.
- Jeffrey Steven Smith como un chico.
- Deborah Brown como la profesora de informática.

## Doblaje

### México
- Buffy: Yanely Sandoval
- Rupert Giles: Carlos Becerril
- Xander: Rafael Quijano
- Willow: Azucena Martínez
- Cordelia: Clemencia Larumbe

### Voces Adicionales
- Miguel Reza
- Gaby Ugarte
- Luis Daniel Ramírez
- Isabel Martiñon
- Erica Edwards
- Cristina Hernández